# Jim Johannson
James „Jim“ Johannson (* 10. März 1964 in Rochester, Minnesota; † 21. Januar 2018 in Colorado Springs, Colorado) war ein US-amerikanischer Eishockeyspieler und -funktionär. Er nahm als Spieler an zwei Olympischen Winterspielen und einer Weltmeisterschaft teil und war knapp 20 Jahre für USA Hockey als Team- und Generalmanager bei Weltmeisterschaften und Olympischen Winterspielen tätig. Im Jahre 2022 wurde er in die United States Hockey Hall of Fame aufgenommen.

## Karriere
Johannson verbrachte seine Juniorenkarriere, nachdem er die High School abgeschlossen hatte, an der University of Wisconsin–Madison. Bereits nach der High School war er im NHL Entry Draft 1982 in der siebten Runde an insgesamt 130. Stelle von den Hartford Whalers aus der National Hockey League ausgewählt worden, bekam dort aber nie einen Profivertrag. In Madison spielte er von 1982 bis 1986 für das Universitätsteam Wisconsin Badgers in der Western Collegiate Hockey Association, einer Division im Spielbetrieb der National Collegiate Athletic Association. Im Jahr 1983 gewann er mit dem Team die nationale Hochschul-Meisterschaft durch einen 6:2-Finalerfolg gegen die Harvard University. Nach seinem Studienabschluss ging er für ein Jahr nach Deutschland, wo er für den EV Landsberg in der 2. Bundesliga spielte.
1987 kehrte er nach Nordamerika zurück und spielte die folgenden sieben Jahre in der International Hockey League für die Salt Lake Golden Eagles, mit denen er 1988 den Turner Cup gewann, Indianapolis Ice, mit dem er diesen Erfolg 1990 wiederholen konnte, und die Milwaukee Admirals. 1991 wurde er von der IHL mit dem Ironman Award ausgezeichnet, weil er alle Spiele seiner Mannschaft absolvierte. 1994 beendete er seine Karriere, nachdem er in der abgelaufenen Saison nur noch in etwa einem Drittel der Spiele der Admirals eingesetzt worden war.

### International
Johannson vertrat sein Heimatland bei den Junioren-Weltmeisterschaften 1983 und 1984. Für die Herren-Auswahl spielte der Stürmer erstmals im Rahmen der Olympischen Winterspiele 1988 in Calgary. Weitere Auftritte hatte er bei den Olympischen Winterspielen 1992 in Albertville und den Weltmeisterschaften desselben Jahres in der Tschechoslowakei. Eine Medaille gewann er dabei nicht.

### Funktionärslaufbahn
Nach Ende seiner Spielerkarriere war er zunächst Trainer der Twin City Vulcans in der United States Hockey League und wurde dann deren General Manager. 2000 ging er zum US-Eishockeyverband und war dort zunächst „Manager of international activities and U.S. Olympic Committee relations“. Seit 2003 war „Director of Hockey Operations“. Er war bei vielen Turnieren als Team- oder Generalmanager für die US-Mannschaften verantwortlich, wozu auch die jeweilige Auswahl der Spielerkader gehörte. Die Leistungssteigerungen der Amerikaner im Juniorenbereich mit vier Weltmeistertiteln in den letzten 14 Jahren werden auch seiner Führung zugeschrieben.
Johannson verstarb plötzlich und unerwartet am 21. Januar 2018, wenige Wochen bevor er die US-amerikanischen Teams zu den Olympischen Winterspielen 2018 in Pyeongchang begleiten sollte, im Alter von 53 Jahren an Herzversagen. Für das Jahr 2018 wurde er postum mit der Lester Patrick Trophy für seine Verdienste rund um den Eishockeysport in den Vereinigten Staaten geehrt. Darüber hinaus wählte man ihn im Jahre 2022 in die United States Hockey Hall of Fame.

## Erfolge und Auszeichnungen
- 1983 NCAA-Division-I-Championship mit der University of Wisconsin-Madison
- 1988 Turner-Cup-Gewinn mit den Salt Lake Golden Eagles
- 1990 Turner-Cup-Gewinn mit Indianapolis Ice
- 1991 Ironman Award der International Hockey League
- 2018 Lester Patrick Trophy
- 2019 Paul Loicq Award
- 2022 Aufnahme in die United States Hockey Hall of Fame

## Familie
Johannsons Vater Ken war ebenfalls US-amerikanischer Nationalspieler und nahm an der Weltmeisterschaft 1962 teil. Sein älterer Bruder John spielte in Wisconsin mit Jim in der Universitätsmannschaft und nahm an der Junioren-Weltmeisterschaft 1982 teil. Ebenso absolvierte er fünf Spiele für die New Jersey Devils in der National Hockey League.
Johannson war verheiratet und hatte eine Tochter.